# Sinipercidae
Die Sinipercidae (Lat.: „sino, sina“ = aus China + Gr.: „perke“ = Barsch) sind eine Familie ostasiatischer Süßwasserfische aus der Gruppe der Barschverwandten (Percomorphaceae). Die Fische kommen in China, Vietnam, Japan und Korea vor.

## Merkmale
Sinipercidae sind von typischer Barschgestalt und ähneln den Sägebarschen (Serranidae), zu denen sie früher als Unterfamilie gezählt wurden. Sie erreichen Körperlängen zwischen 11 (Coreoperca kawamebari) und maximal 70 cm (Siniperca chuatsi). Als abgeleitete Merkmale der Familie gelten u. a. die dreieckige Form der Gaumenzähne, die schwache Verbindung zwischen Hyomandibulare und Metapterygoid, ein länglicher Einschnitt auf der Oberseite der Ceratohyale (Kiemenbogenknochen unterhalb der Hyomandibulare), die schwache Sägung des postventralen Randes der Praeoperculare sowie zwei Mulden im oberen und unteren Bereich seitlich der Wirbelkörper der letzten drei Wirbel vor der Schwanzwirbelsäule, deren Abstand größer als die Hälfte der Länge der einzelnen Wirbel sind.

## Systematik
Die Sinipercidae wurden ursprünglich als Unterfamilie Sinipercinae in die Familie der Sägebarsche (Serranidae) gestellt. Der amerikanische Ichthyologe Gosline ordnete sie 1966 seiner neu aufgestellten Familie der Dorschbarsche (Percichthyidae) zu. In der aktuellen Revision der Knochenfischsystematik durch Betancur-R. und Kollegen und in weiteren aktuellen Studien werden die Sinipercidae in den Rang einer eigenständigen Familie innerhalb der Percomorphaceae erhoben. Sie bilden wahrscheinlich die Schwestergruppe einer Klade aus Sonnen- (Centrarchidae) und Zwergschwarzbarschen (Elassomatidae).

## Gattungen und Arten

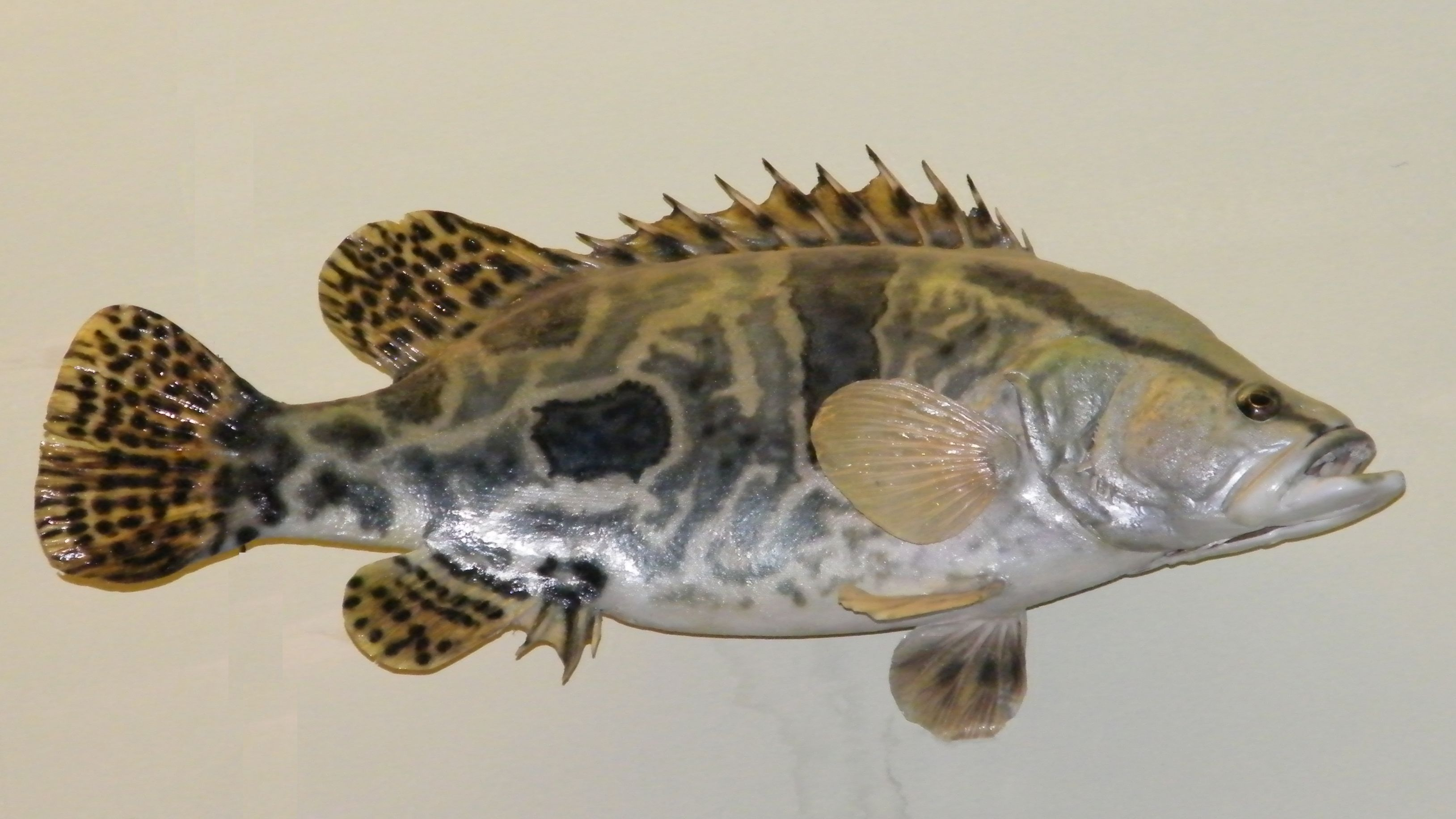
Siniperca chuatsi

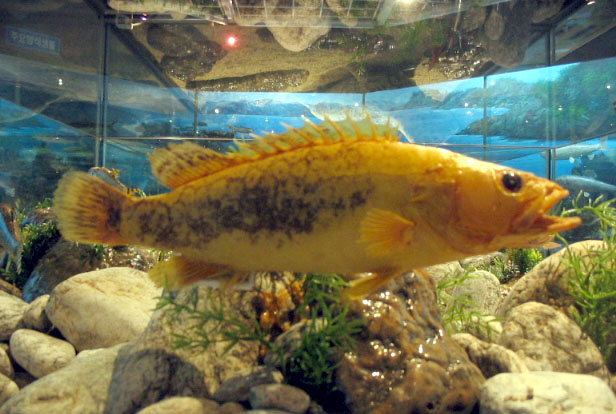
Siniperca scherzeri

Zu den Sinipercidae gehören zwei Gattungen mit insgesamt 14 Arten.
- Gattung Coreoperca
  - Coreoperca herzi (Herzenstein, 1896)
  - Coreoperca kawamebari (Temminck & Schlegel, 1843)
  - Coreoperca liui Cao & Liang, 2013
  - Coreoperca loona (Wu, 1939)
  - Coreoperca whiteheadi (Boulenger, 1900)
- Gattung Siniperca
  - Siniperca chuatsi (Basilewsky, 1855)
  - Siniperca fortis (Lin, 1932)
  - Siniperca kneri (Garman, 1912)
  - Siniperca liuzhouensis (Zhou, Kong & Zhu, 1987)
  - Siniperca obscura (Nichols, 1930)
  - Siniperca roulei (Wu, 1930)
  - Siniperca scherzeri (Steindachner, 1892)
  - Siniperca undulata (Fang & Chong, 1932)
  - Siniperca vietnamensis (Mai, 1978)